# 24662 Ґриль
24662 Ґриль (24662 Gryll) — астероїд головного поясу, відкритий 14 квітня 1988 року.
Тіссеранів параметр щодо Юпітера — 3,550.